# NGC 6219
NGC 6219 é uma galáxia lenticular (S0) localizada na direcção da constelação de Hercules. Possui uma declinação de +09° 02' 18" e uma ascensão recta de 16 horas, 46 minutos e 22,6 segundos.
A galáxia NGC 6219 foi descoberta em 10 de Junho de 1863 por Albert Marth.